# Поршень

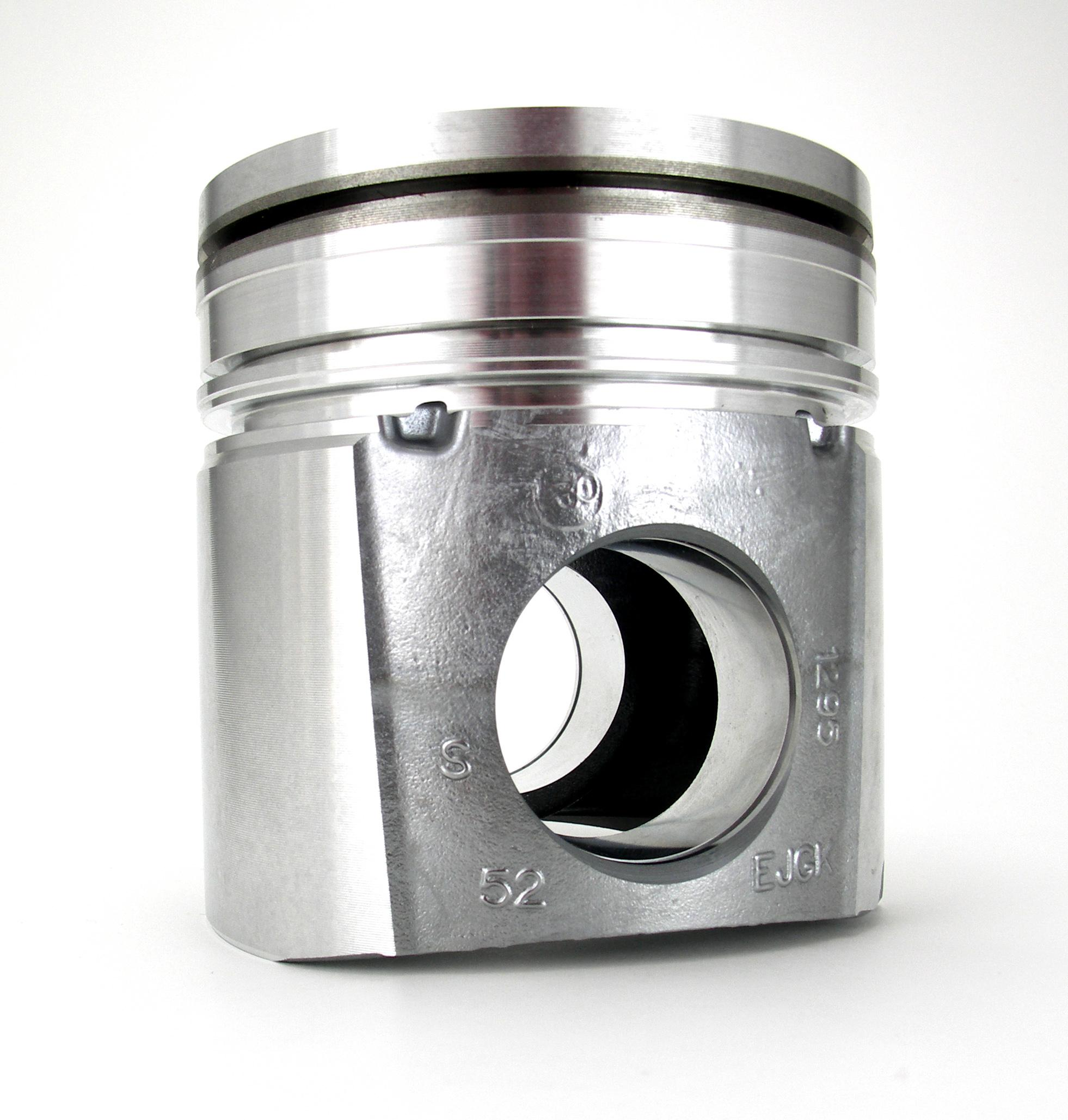
Поршень потужного швидкохідного дизеля зі вставкою під верхнє кільце

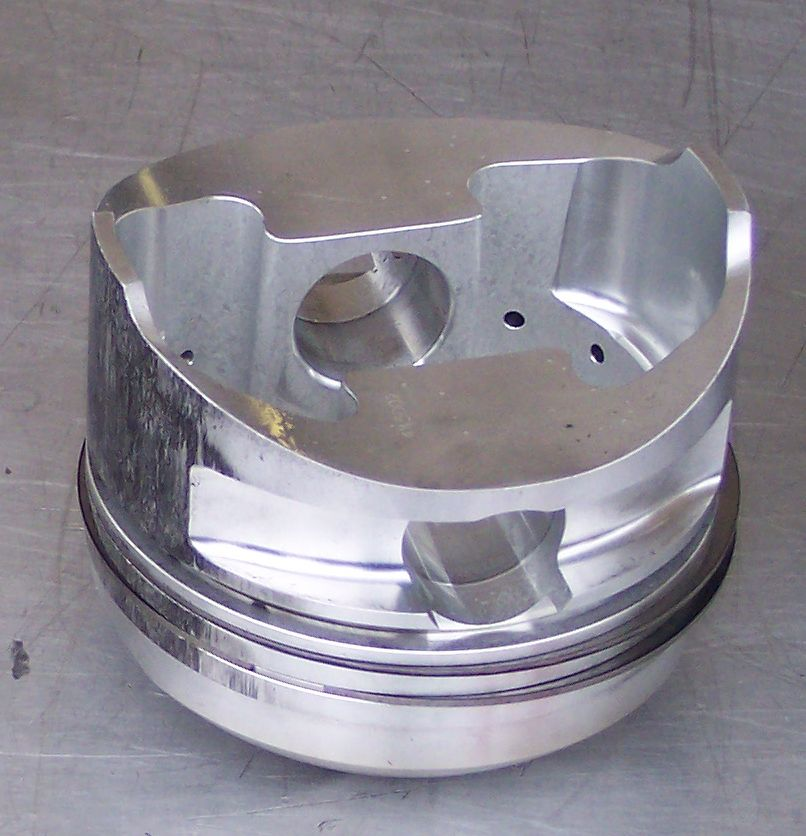
Поршень бензинового двигуна

По́ршень або то́лок  (англ. piston; нім. Kolben m, Druckkolben m, Presskolben m) — циліндрична деталь помп, компресорів, двигунів внутрішнього згоряння (ДВЗ), що здійснює зворотно-поступальний рух всередині більшого циліндра, щільно прилягаючи до його стінок. Служить для перетворення зміни тиску газу, пари або рідини в механічну роботу, або навпаки — зворотно-поступального руху у зміну тиску. Перший поршневий ДВЗ створений французьким інженером Ленуаром Етьєном в 1861. До цього поршні застосовувалися в парових машинах і помпах.

## Функції поршня

Функціонування поршня

Поршень, рухома деталь поршневого механізму, що рухається всередині циліндра вздовж його осі. У двигунах, пресах поршень передає зусилля від тиску робочого тіла (газу, пари, рідини) до рухомих деталей. У деяких типах двигунів (наприклад, двотактних двигунах внутрішнього згоряння) поршень виконує також і газорозподільні функції. У насосах і компресорах поршень у процесі зворотно-поступального руху, здійснює засмоктування, стиск і подачу рідини чи газу. У залежності від відношення довжини поршня до діаметра і його конструкції розрізняють тронковий, дисковий і скальчатий поршень:
- тронковий поршень, довжина якого трохи перевищує діаметр, має голівку з днищем і рівцями для поршневих кілець та спрямувальну спідницю;
- висоту дискового поршня визначає лише розмір ущільнювального пристрою, а напрямним елементом у цьому випадку служить шток, на якому встановлений поршень;
- скальчатий поршень (плунжер) виконують зазвичай з гладкою поверхнею, довжина його у декілька разів перевершує діаметр.

## Будова поршня
Поршень тронкового двигуна або компресора має три частини, що виконують свої функції:
- днище (сприймає газові сили та теплове навантаження);
- ущільнююча частина (запобігає прориву газів, передає більшу частину тепла від поршня циліндру);
- напрямна частина (тронк) — передає бічну силу на стінку циліндра, підтримує положення поршня.

Головкою поршня називають днище разом з ущільнюючою частиною. Для передачі зусилля від поршня може використовуватися шток в крейцкопфних двигунах або шатун, що з'єднується з поршнем за допомогою пальця. Інші варіанти з'єднання (СПГГ, шайбові) використовують рідко. Крім тронка або крейцкопфа, бічні зусилля може сприймати шток.
У крейцкопфних двигунах можуть застосовуватись двосторонні поршні. Такий поршень має два днища, і тепловий режим його більш напружений. Але у разі використання підпоршневого простору як продувного насоса теплова напруженість не зростає. Теплонапруженість зростає у 2-тактних двигунах, особливо при використанні поршня як золотника випуску.
Поршневий палець, за його наявності (тронкові поршні), завжди сталевий, обмежений у переміщенні в бобишках стопорними кільцями або пластиковими упорами (Mercedes), або його положення визначено запресуванням у шатуні (ранні моделі ВАЗ). Найчастіше застосовують пустотілий плаваючий палець зі стопорними кільцями, зовнішній діаметр якого цементований або хромований.

### Днище

Форми камери згоряння в поршні дизельного двигуна (показана форсунка та розпил)

Його форма залежить від типу двигуна, сумішоутворення, розташування свічок, форсунок, клапанів, методу організації газообміну в циліндрі. Увігнуте днище поршня утворює компактну форму камери згоряння (дизеля, бензинові з високим ступенем стиснення та гарною паливною економічністю), проте є схильність до утворення нагару. При опуклій формі днища збільшується міцність поршня, проте камера згоряння набуває лінзовидної форми, що збільшує тепловіддачу. Однак в іскрових ДВЗ збільшення тепловіддачі може дозволити збільшити допустимий ступінь стиснення, що частково компенсує втрати. Плоске днище — проміжне за формою, і найпростіше у виготовленні — популярне в бензинових ДВЗ і вихрекамерних/передкамерних дизелях. У застарілих двотактних ДВЗ днище мало виступ-дефлектор для відхилення горючої суміші при продувці та зменшення її викиду. У дизелях з об'ємним сумішоутворенням форма днища забезпечує подачу палива в об'єм повітря, з плівковим — більша частина палива подається на стінку поршня (поширення в останні роки системи упорскування Common rail вирішило суперечку про сумішоутворення в автомобільних дизелях на користь об'ємного).
Жаровим поясом називають відстань від канавки верхнього кільця до днища поршня. При збільшенні його висоти полегшуються робота верхнього кільця, але зростає маса поршня та збільшуються викиди вуглеводнів. Зменшення висоти жарового пояса нижче допустимого спричиняє прогар поршня та/або руйнування області верхнього кільця. Поршні дизелів при рівних діаметрах мають велику висоту жарового пояса, важчий і міцніший за бензиновий через великі тиски стиснення і згоряння, і тепловіддачі з днища.
Ущільнююча частина поршня має найважливіше значення для роботи поршневих ДВЗ, їх стан визначають по компресії та чаду мастила, що залежать від стану, поршневої групи. В автомобільних ДВЗ чад мастила не повинен перевищувати 1-3 % від витрати палива. У сучасних бензинових моторах цей відсоток ще менше, у застарілих моделях дизелів — 5 % і вище. Розкид величини компресії по циліндрах зазвичай повинен перевищувати 0,5 кгс/см2 у бензинових ДВС і 1 кгс/см2 у дизельних. При перевищенні чаду мастила двигун виходить за межі дозволених викидів, спостерігаються відмови свічок, осмолення форсунок, залягання кілець, і тому він повинен бути знятий з експлуатації.

### Ущільнююча частина
Поршень має встановлені в канавках компресійні та мастилознімальні кільця. Типова кількість кілець на автомобільних двигунах — 3, раніше застосовувалися конструкції з 4-6 кільцями. На тихохідних двигунах кілець більше зменшення пропуску мастила і газів, поліпшення охолодження поршня. Зменшення числа та висоти кілець знижує втрати на тертя, а збереження ущільнення досягається надійним їх приляганням та зносостійкістю. Канавки мастилознімача кілець мають радіальні отвори повернення мастила в піддон. У міру зносу кілець зазор їх стиках і канавках росте, збільшується чад мастила. У силумінових поршнях можуть заливати вставку з жаростійкого чавуну (нірезисту) під верхнє кільце, що збільшує ресурс канавки та кільця. Така вставка є і термокомпенсуючою, зменшуючи теплове розширення (див. верхнє фото).
Діаметр  частини ущільнення менший, ніж у районі спідниці, так як нагрівання цієї частини поршня вище. Щоб уникнути задирання з наступним заклинюванням кілець у своїх канавках, жаровий пояс має ще менший діаметр.  Частина ущільнення має у перерізі круглий діаметр, а не овальний, як спідниця. Жаровий пояс часто має неглибокі канавки, що збільшують тепловіддачу поршень до кільця. Тим самим висота пояса може бути зменшена.
Вирішальне значення для ущільнення поршня має якість кілець: хороше прилягання до дзеркала без просвітів, чистота обробки по зовнішньому діаметру та висоті, зазор у замку, та покриття кілець зносостійкими матеріалами. Чавунні мастилознімальні кільця надійніше за складові, тому що ймовірність помилок при їх установці менша. В автомобільних ДВЗ до 80 % тепла відводиться від поршня через кільця, тому при поганому приляганні кілець відведення тепла йде через спідницю поршня, а при зростанні її температури неминучий задир. Через це на обкатці двигуна обмежують його потужність. Не притерті кільця перегріваються і самі і тому «сідають» — пружність їх зменшується, після цього швидко зростає пропуск газів у картер, викид олії тощо. кільця. При перегріві можливо змикання стиків, що веде до ламання кілець, і навіть обривання поршня по канавці кільця. Тепловіддача від поршня досягає розрахункової, коли зітруться сліди хона в циліндрі і притруться кільця.

### Напрямна частина
У тронкових двигунах напрямною частиною поршня є спідниця (тронк). Бобики спідниці передають великі навантаження від газових та інерційних сил, тому з'єднані литими ребрами з днищем поршня (у штампованих поршнях замість ребер, які не можна отримати штампуванням, є масивне з'єднання з днищем). У районі бобишок формують литтям або фрезерують зовні прямокутні заглибини, які називають умовно «холодильниками». Насправді ці так звані «холодильники» знижують масу завдяки укороченню поршневого пальця і передачі газових сил ближче до осі шатуна, що розвантажує днище поршня. Щоб скоротити тепловий зазор без ризику задирання, спідницю поршня в площині перпендикулярної осі симетрії виготовляють овальною (зазор в площині хитання шатуна мінімальний, а по осі поршневого пальця більше на 0,5-1,5 мм), а в площині, що проходить через вісь симетрії — бочкоподібної. Зазвичай кільця розташовують у голівці поршня, але останнє мастилознімне кільце може бути розташоване нижче осі пальця, у спідниці. Залежно від способу фіксації поршневого пальця на поршні можуть бути виконані канавки під стопорні кільця.
Більшість поршнів мають зміщення осі поршневого пальця, щоб зрівняти бічні тиски на спідницю на стиску та робочому ході (коли тиск вище) поршня. Тому поршень монтується не довільно, а за міткою (зазвичай написом на холодильнику або стрілкою на днище у бік вільного кінця колінвала).

## Матеріали
Вимоги до матеріалу поршнів:
- висока механічна міцність;
- мала щільність;
- теплостійкість, у тому числі термоциклічна;
- хороша теплопровідність (важливіше у іскрових ДВЗ);
- мінімальний коефіцієнт лінійного розширення (оптимально — збігається з таким у гільзи);
- висока корозійна стійкість (для дизелів — стійкість до сірковмісних газів);
- добрі антифрикційні властивості, що забезпечують ресурс;
- для поршнів у рідинних насосах — корозійна/хімічна стійкість;
- помірна ціна.

Немає матеріалу, оптимального за всіма цими вимогами. Для виготовлення автомобільних поршнів зараз застосовуються сірий чавун і алюмінієві сплави типу Al-Si. У потужних дизелях з великим ресурсом, багато паливних (включаючи ті, що працюють на рослинних оліях) застосовують складові поршні — днище та  частина ущільнення з жароміцної сталі, тронк з чавуну або силуміну. Існують автомобільні поршні з покриттям керамікою, поршні з жароміцних сплавів (двигуни Стірлінга), проводилися експерименти з пластмасовими поршнями, покритими керамікою тощо.

### Чавун
Переваги
- Чавун дешевший за інші матеріали;
- Чавунні поршні міцніші, жаростійкі та зносостійкі, мають антифрикційні властивості;
- Завдяки малому температурному коефіцієнту розширення зменшується зазор спідницею.

Недоліки
- Велика питома вага. Тому чавунні поршні застосовують у тихохідних двигунах, де газові сили значно більші за інерційні, і цей недолік нівелюється;
- Низька теплопровідність, через що нагрівання днища поршнів досягає 350—400 °C. Це неприпустимо в бензинових двигунах, так як він може призвести до калільного запалювання. Коефіцієнт наповнення у своїй також знижується.

### Алюмінієвий сплав
Переважна більшість сучасних автомобільних двигунів мають силумінові  поршні з вмістом кремнію 13 % і більше, тобто заевтектоїдні сплави типу АК-4, АК-18, АК-6. Раніше застосовувалися сплави АЛ1, АК2, що мають менший вміст кремнію. Контрафактні поршні часто виготовлялися із звичайного алюмінію.  Ресурс поршнів з недостатньою кількістю кремнію різко знижений, причому через підвищений коефіцієнт теплового розширення відбувається задир ще на обкатці. Що вміст кремнію, тим більше ресурс поршня, але пластичність металу менше. Силумінові поршні для полегшення приробітку зазвичай електролітично покривають оловом. Поршень може бути отриманий виливком або штампуванням, обидва варіанти мають свої плюси та мінуси.
Литі поршні часто виготовляють з доевтектоїдних сплавів, що спрощують лиття, а теплове розширення спідниці обмежують у цьому випадку вставкою. При штампуванні поршня закладка термічних вставок неможлива, тому обмежити їхнє теплове розширення можна лише достатнім вмістом кремнію. Отже, штамповані (звані іноді кованими) поршні з висококремнистого заевтектоїдного сплаву повинні бути більш зносостійкими, ніж литі.
Переваги силуміну
- мала маса (щонайменше на 30 % менше проти чавунними);
- висока теплопровідність (у 3—4 рази вище за теплопровідність чавуну), що забезпечує нагрівання днища поршня не більше 250 °C, що збільшує коефіцієнт наповнення і дозволяє підвищити ступінь стиснення в бензинових двигунах;

Недоліки
- більший коефіцієнт лінійного розширення, ніж у чавуну;
- менша твердість та зносостійкість поршневих канавок;
- значне зниження міцності при нагріванні (підвищення температури до 300 °C призводить до зниження механічної міцності алюмінію на 50-55 % проти 10 % у чавуну).

Неприпустимі для нормальної роботи двигуна зазори між стінками циліндрів та силуміновими поршнями усуваються конструктивними заходами:
- надання спідниці поршня в овально-бочкоподібну або овально-конусну форми;
- ізоляція тронкової (напрямної) частини поршня кільцем від найбільш нагрітої його частини (головки) у складових поршнях;
- косий розріз спідниці по всій довжині, що забезпечує пружні властивості стін (тихохідні ДВС);
- Т-і П-подібні прорізи у спідниці поршня не на повну її довжину у поєднанні з її овальністю (тихохідні ДВЗ)[29];
- компенсаційні вставки з інвару, що зменшують теплове розширення;
- підвищення вмісту кремнію в матеріалі поршня[30]  (мінусом є різке зниження ресурсу відливних форм).

### Складові поршні— головка з жароміцної сталі
Застосовуються зазвичай у дизелях середнього або великого розміру, а також у всіх дизелях, що працюють на рослинних оліях як паливо. Спідниця зазвичай із сірого чавуну або алюмінієвого металу. Переваги — зменшення тепловіддачі поршень, тобто підвищення індикаторного ККД, максимальний ресурс, можливість використання різних палив. Недоліки — більш висока ціна, вага, застосування тільки в дизельному циклі, дорожчі кільця поршневі, стійкі до особливо високих температур, великі осьові розміри поршня, необхідність збільшення противаг, подовження гільзи зі зростанням габаритів двигуна і його маси. У великорозмірних двигунах, таких як тепловозні та головні суднові, що працюють на повній потужності з високим тиском наддуву за двотактним циклом, неможливо досягти потрібного ресурсу (30 000 годин і більше) з чисто чавунними або силуміновими поршнями. Головка з жароміцної сталі (типу 20Х3МВФ або подібної)  забезпечує ресурс кілець та їх канавок, направляюча повинна бути виконана з антифрикційного матеріалу — чавуну або силуміну. Ці частини стягуються болтами, завдання з'єднання поршня полегшується тим обставиною, що з середньо- і мало-обертових дизелів газові сили багаторазово перевищують інерційні, отже, переріз таких болтів може бути дуже велике (основне зусилля стиснення, а чи не розрив). Малорозмірні дизелі автомобільного та тракторного класу, що мають складовий поршень, найчастіше з'єднують алюмінієву напрямну та  сталеву частину ущільнення поршня через поршневий палець.

## Ресурс поршня
Дві основні проблеми, що вирішуються в поршневих ДВЗ: зношування і прогоряння поршня. Явища зношування проявляються як збільшення зазору між поршнем і циліндром, зношування верхньої поршневої канавки, задир днища. Поява спостережуваних тріщин і руйнування перегородок між кільцями мають зазвичай ті ж причини, що і у прогоряння.
Для усунення першої організують примусове (звичайно масляне) охолодження поршня, підвищують твердість збільшенням частки кремнію, використовують надійні очищувачі повітря для зменшення абразивного зносу, змінюють параметри циклу двигуна для зниження температури поршня в центрі і районі верхнього кільця (наприклад, збільшують коефіцієнт надлишку повітря або збільшують перекриття клапанів в наддувних дизелях), застосовують вставки під верхнє кільце, якісні поршневі кільця для хорошого прилягання відразу після обкатки, прискорюють заводську обкатку застосуванням спеціальних мастил, підвищують якість моторних мастил для усунення коксування кілець і надійної віддачі тепла від днища, іноді використовують покриття для поршня або композитні матеріали. У японській практиці були варіанти пластмасових поршнів із покриттям керамікою. Для продовження ресурсу застосовують антифрикційне покриття напрямної і навіть жарової поверхні поршня. Прискорене або аварійне зношування контрафактних поршнів викликається порушенням розмірів та/або якості поковки/виливки, її матеріалу. Вигин шатуна, перекіс гільзи або її посадкового гнізда веде до швидкого задирання поршня. У двотактних ДВЗ причиною заклинювання може бути нестача оливи в паливі.
Прогар поршня може викликатися конструктивними або експлуатаційними причинами. У першому випадку перевищено розрахункову допустиму температуру днища, і всі двигуни цієї моделі будуть швидко виходити з ладу (можлива інша причина — контрафактні поршні: вони не можуть витримати навантажень). Для усунення небезпеки прогару в цих випадках застосовують зниження механічних напруг і температури поршня  (збільшення ребер, охолодження, зниження тепловіддачі в поршень зміною параметрів циклу). Для зниження температури згоряння може застосовуватись навіть подача води в циліндр. На двигунах німецьких винищувачів у війну з цією метою подавалася водно-метанолова суміш.
Експлуатаційними причинами прогару можуть бути: порушення кута випередження упорскування/запалювання, відмова (заклинювання) форсунки, детонація (бензинові), надмірне форсування, загальний перегрів через відмову термостату, втрати тосолу, затиснутих клапанів, низьким октановим числом, що викликає детонацію, тривале калильне запалення. Це призводить до перевищення температури днища та можливого його прогару. При детонаційному згорянні, крім того, може виникати фарбування поверхні, що веде до подальшого її розвитку, прогару поршня або вилому перегородок між кільцями, ламання кілець. Отже, необхідно дотримуватися інструкції — застосовувати потрібне паливо, правильно виставляти кут випередження запалення/упорскування, негайно припиняти роботу несправного дизеля у разі стукоту форсунки або перегріву мотора. Високоякісні форсунки та інші  елементи дозування паливної апаратури продовжують ресурс поршнів.